# بازگشت (شرح حال)
بازگشت هشام مطر (به انگلیسی:  The Return Hisham Matar ) شرح حالی است به قلم هشام مطر که در ژوئن ۲۰۱۶ منتشر شد و روی بازگشت مطر در سال ۲۰۱۲ به زادگاهش لیبی و جستجوی او برای یافتن حقیقت در مورد سرنوشت پدرش به عنوان یک مخالف سیاسیِ رژیم قذافی، که در ۱۹۹۰ میلادی ناپدید شده، متمرکز است. این اثر در سال ۲۰۱۷ برندهٔ جایزهٔ انجمن قلم آمریکا، جایزه ادبی فولیو و جایزهٔ پولیتزر برای زندگی‌نامه و خودزندگی‌نامه شد. این اثر نخستین اثر غیرادبی است که برندهٔ جایزهٔ ادبی فولیو شده‌است.
در سال ۱۳۹۷ مژده دقیقی این اثر را با عنوان روایت بازگشت به فارسی برگرداند و انتشارات نیلوفر آن را منتشر کرد. شبنم سمیعیان نیز این کتاب را ترجمه و نشر کوله‌پشتی آن را منتشر کرده‌است.